# Polino
Polino – miejscowość i gmina we Włoszech, w regionie Umbria, w prowincji Terni.
W roku 2004 gminę zamieszkiwało 267 osób, 14,1 os./km².